# Geechie Fields
Julius „Geechie“ oder „Geechy“ Fields (* 1904; † unbekannt) war ein US-amerikanischer Jazzposaunist.
Fields wuchs ab 1915 im Jenkins-Waisenhaus in Charleston (South Carolina) auf und lernte bei Eugene „Buddy“ Aiken und Jacob „Jake“ Frazier Posaune. Er trat dann regelmäßig im John O’Conner’s Club auf und arbeitete in den 1920er Jahren in New York bei Earle Howard (1926), Charlie Skeete und Bill Benford; Aufnahmen entstanden 1928 und 1930 mit Jelly Roll Morton, außerdem mit Clarence Williams und James P. Johnson. In den 1930er Jahren verließ er die Musikszene und arbeitete als Sporttrainer und Box-Coach in New York City.